# Pencil (software)
Pencil2D es un software de animación 2D gratuito y de código abierto para sistemas operativos Windows, macOS y tipo Unix. Se publica bajo la Licencia Pública General GNU y utiliza el framework Qt. Se utiliza para realizar dibujos animados utilizando técnicas tradicionales (trazar dibujos, onion skinning (piel de cebolla), etc.), gestionar dibujos vectoriales y de mapa de bits.
Permite guardar las animaciones en su propio formato de archivo nativo, así como exportarlo como una secuencia de imágenes en formato PNG, JPEG, BMP o TIFF, y también en un archivo de video en formato AVI, MP4, WebM, GIF o APNG.